# Sphaerodactylus darlingtoni
Sphaerodactylus darlingtoni este o specie de șopârle din genul Sphaerodactylus, familia Gekkonidae, descrisă de Shreve 1968.

## Subspecii
Această specie cuprinde următoarele subspecii:
- S. d. darlingtoni
- S. d. noblei
- S. d. bobilini
- S. d. mekistus